# Culture à Montréal

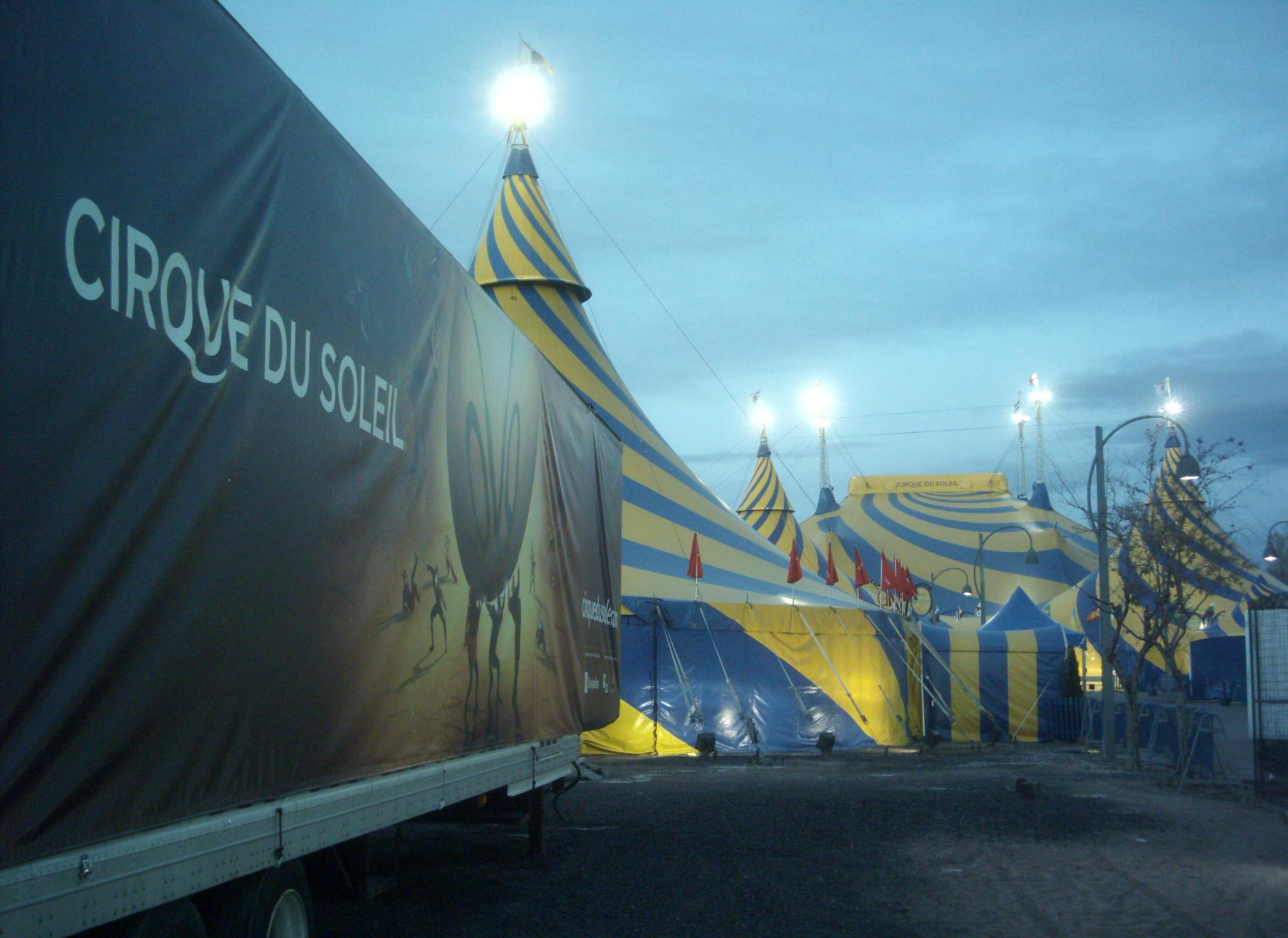
Chapiteau du Cirque du Soleil au Vieux-Port de Montréal.

Montréal est reconnu depuis longtemps[Combien ?] pour sa vitalité culturelle. Ainsi, la revue britannique Monocle désignait en 2008 la ville de Montréal « capitale culturelle du Canada ». La présence d'une importante population francophone donne à Montréal un caractère particulier parmi les grandes villes nord-américaines.  En effet, Montréal est la plaque tournante au Canada pour les arts et médias de langue française, qu’il s’agisse des productions de radio ou télévision, du théâtre, du cinéma, du multimédia ou de l’édition.  La communauté anglophone de Montréal possède aussi des institutions culturelles qui lui sont propres. De plus, il faut compter avec la présence de nombreuses communautés ethniques qui donnent à la ville une culture véritablement distincte.  
En tant que ville nord-américaine, Montréal a de nombreux traits culturels en commun avec les autres métropoles du continent, y compris les manifestations usuelles de la culture savante, une tradition enracinée de jazz et de rock ainsi que l’expérimentation en arts visuels, théâtre, musique et danse. Elle a tout de même développé une identité unique et remarquable à l’échelle internationale, héritière qu’elle est à la fois des traditions française et anglaise. Elle est aussi reconnue pour l’animation de son centre-ville, surtout en été à l’occasion des festivals et autres événements culturels et sociaux.
La présence de sièges sociaux d'institutions culturelles fortes à Montréal comme le Cirque du Soleil et l'Équipe Spectra vient renforcer ce rayonnement.

## Quartier des spectacles et la Place des Arts

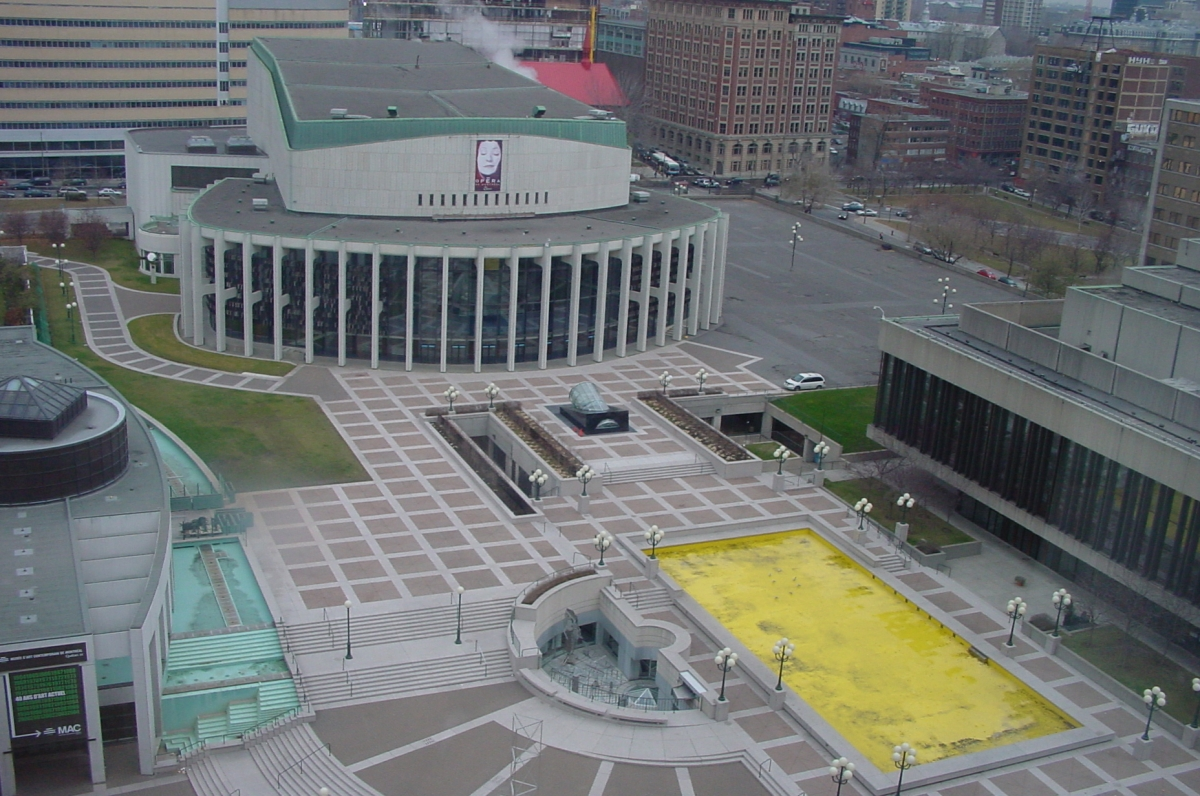
La Place des Arts vue d'en haut

Montréal peut compter depuis 2009 sur un tout nouveau quartier consacré à la culture et au spectacle : le Quartier des spectacles. L'idée du concept du Quartier des spectacles est une initiative de l'ADISQ (Association québécoise de l'industrie du disque, du spectacle et de la vidéo) qui a présenté ce projet urbain pour la première fois lors du Sommet de Montréal de 2002.
En juin 2003, le Partenariat du Quartier des spectacles est créé à l’initiative de la Ville de Montréal. Le Partenariat, organisation à but non lucratif, doit concevoir et mettre en place des projets collectifs qui positionnent Montréal comme destination culturelle internationale. On souhaite créer un aménagement urbain autour de la Place des arts qui mettrait les salles de spectacles et les lieux de diffusion en valeur.
En 2009, on inaugurait la Maison du Festival de Jazz et la place des Festivals. En mai 2010, la place de l'Adresse symphonique était ouverte au grand public. 
À l'automne 2010,  le Quartier des spectacles demeure un vaste chantier. Des travaux importants d'infrastructures ont lieu sous la rue Sainte-Catherine pendant que les chantiers de l'Adresse symphonique (Maison de l'OSM), de la Maison du développement durable et du 2.22 (à l'intersection de la rue Sainte-Catherine et du boulevard Saint-Laurent) se poursuivront jusqu'à l'été 2011. La Place des Arts poursuit son vaste chantier de rénovation jusqu'à la fin 2010.
Lieu d’expression de l’art classique et lieu de rencontre des grands festivals d’été, la Place des Arts est un complexe polyvalent situé au cœur du tout nouveau Quartier des spectacles à l'est du centre-ville de Montréal. Elle comprend différentes salles de spectacle qui entourent un vaste espace extérieur. Les passionnés de culture y trouveront six salles de concert et de théâtre en tout, cinq à l’intérieur soit la salle Wilfrid-Pelletier, le Théâtre Maisonneuve, le Théâtre Jean-Duceppe, la Cinquième Salle et le Studio-théâtre, et une à l’extérieur qu’on appelle l’Esplanade. Des spectacles de danse classique, opéras, pièces de théâtre et spectacles de musique prennent l’affiche dans ces salles sur une base quotidienne et mettent en vedette aussi bien des compagnies venues des quatre coins de la planète que les meilleurs talents montréalais. Le Musée d’art contemporain est aménagé sur le site de la Place des Arts, sur la partie ouest de l’Esplanade.
L’Orchestre symphonique de Montréal, l’un des plus réputés, est une compagnie résidante de la Place des Arts. Les deux autres ensembles d’importance sont l’Orchestre Métropolitain et l’Orchestre de chambre I Musici de Montréal. L’Opéra de Montréal se produit également à la Place des Arts.

## Les arts d'interprétation à Montréal
Les arts d'interprétations comprennent les établissements dont l'activité principale est la production ou l'organisation de spectacles liés au théâtre, à la musique (incluant l'opéra), à la danse et à la littérature (incluant le conte et la poésie).

### Musique

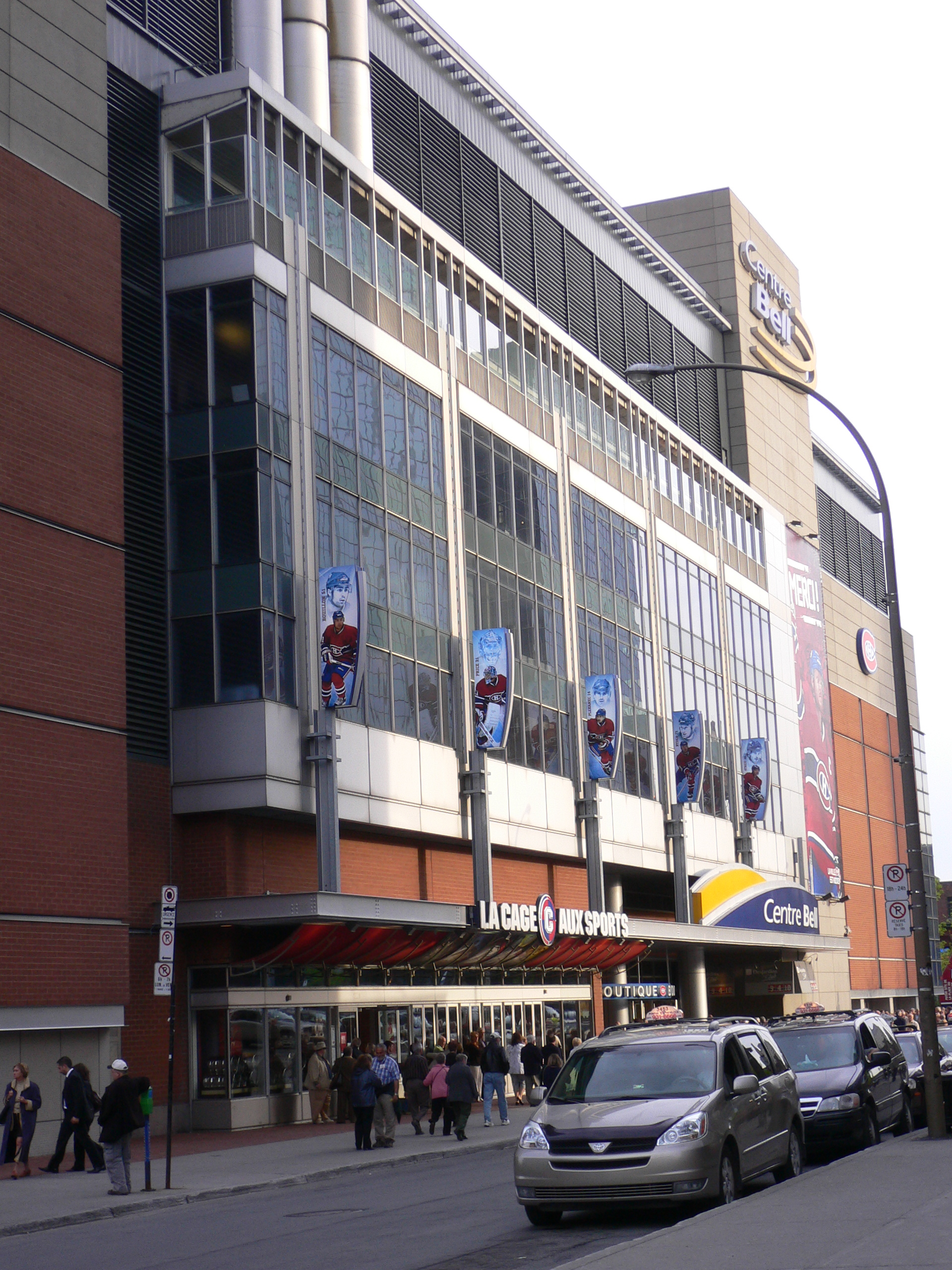
Façade du Centre Bell de Montréal, haut lieu de diffusion de grandes vedettes pop-rock du Québec et de l'étranger

Montréal étant d’expression française avant tout, la plupart des chanteurs et groupes y chantent en français. Les artistes locaux les plus populaires ont réussi depuis les années 1980 à remplir l'ancien Forum et aujourd'hui le Centre Bell (Beau Dommage, le groupe Offenbach, les Cowboys Fringants, Robert Charlebois, Marie-Mai) -voire le Stade olympique (p. ex. Diane Dufresne), un exploit habituellement réservé à quelques grandes stars internationales du rock. Les événements spéciaux, par exemple le spectacle soulignant la fête nationale du Québec, attirent facilement plus de 100 000 personnes. Les FrancoFolies de Montréal marquent sans conteste le sommet de l’année à ce chapitre, avec des artistes internationaux de la Francophonie, des noms connus au Québec et des artistes de la relève qui ont été remarqués aux festivals précédents.
La scène musicale du côté anglophone réussit elle aussi à attirer l’attention des médias à travers le monde. Dès 2005, un article du magazine américain Spin,  intitulé The Next Big Scene: Montreal décrit les groupes et les clubs d'une scène rock montréalaise vibrante, principalement anglophone. Le succès grandissant des groupes actuels, avec Arcade Fire en tête, est en bonne partie attribuable à cette tendance que l’on a à Montréal à fusionner les genres musicaux issus d’une diversité des cultures. Une variété de festivals de musique (par exemple Pop Montréal) et de maisons de disques locales indépendantes contribue à soutenir ce succès. D'autres groupes montréalais rayonnent au niveau international dont Wolf Parade, Bran Van 3000, Mobile, The Unicorns, The Dears et Simple Plan. Dans un autre registre, le chanteur et poète Leonard Cohen, a participé de façon importante au rayonnement de Montréal.

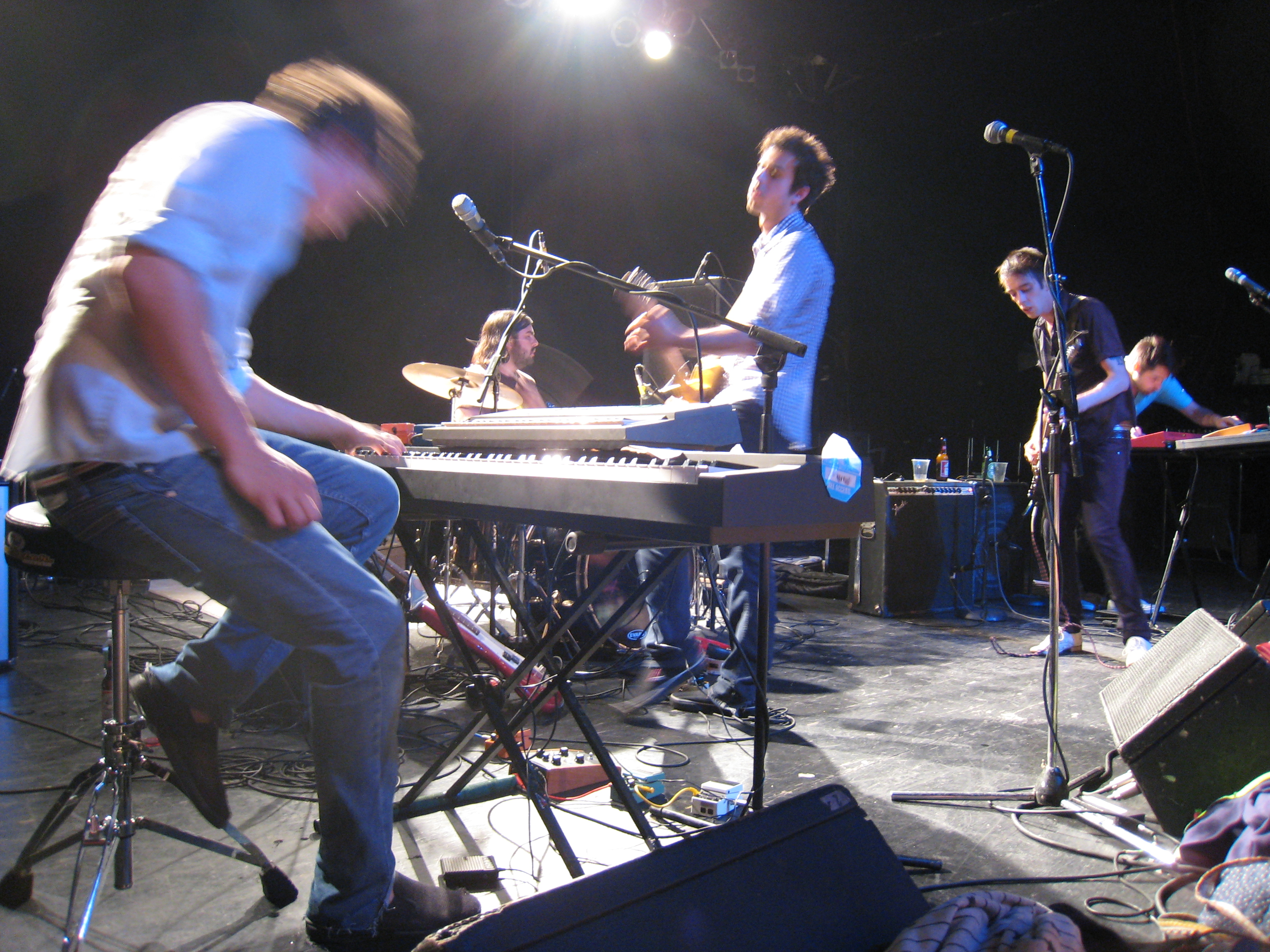
Le groupe anglo-montréalais Wolf Parade en concert

Le Festival international de jazz de Montréal est un exemple éloquent quand on parle fusion des genres. Loin de se limiter au jazz classique (un style que Montréal a souvent représenté avec des jazzmen tels qu’Oscar Peterson et Oliver Jones), il englobe une grande variété d’artistes qui ont adopté les rythmes et styles de partout dans le monde. La ville a d’autres festivals à offrir, de moindre envergure, notamment le Festival international Nuits d’Afrique, le Festival de reggae de Montréal, Pop Montréal, le FestiBlues international de Montréal, le festival Mutek de musiques électroniques et le Festival Osheaga de musique rock.
Tous les dimanches durant la période estivale, dans le Parc du Mont-Royal, l’événement Les Tam-tams du mont Royal rassemble une foule bigarrée. Des centaines de joueurs de tam-tam performent de façon spontanée tout au long de la journée.

#### Musique classique
L’Orchestre symphonique de Montréal (OSM), compagnie résidante de la Place des Arts, se produit régulièrement dans ses salles. Il est l’un des meilleurs orchestres en Amérique du Nord, qui a été longtemps célèbre pour sa maîtrise du répertoire de Maurice Ravel. Depuis 2006, l’OSM a un nouveau directeur musical, l’Américain Kent Nagano. L’Orchestre métropolitain du grand Montréal est sous la direction de Yannick Nézet-Séguin, tandis que l’orchestre de chambre I Musici de Montréal est dirigé par Yuli Turovsky, qui en est aussi le fondateur. I Musici de Montréal se classe parmi les plus grands interprètes des œuvres de George Frideric Handel. L’Opéra de Montréal est la compagnie d’opéra la plus prestigieuse de la ville et est elle aussi une compagnie résidante de la Place des Arts. Montréal a une station de radio entièrement consacrée à la musique classique.

#### Musique metal
Le 15 avril 2019, la ville de Montréal s'est autoproclâmée « ville d’excellence mondiale en matière de musique métal ». Pour l'évènement qui vise à reconnaître la qualité de la production musicale metal locale à l'international, la mairesse Valérie Plante a invité le groupe Necrotic Mutation à l'Hotel de ville de Montreal, afin de souligner cet héritage, qui pour la mairie est exceptionnel.
Cette décision municipale, qui fait largement consensus, fait dire à la chroniqueuse métal Christine Fortier que « Montréal est réellement la plaque tournante du métal au Québec, et probablement au Canada, nous a-t-elle indiqué. Les groupes qui passent ici le disent, le public est toujours au rendez-vous, Montréal a vraiment un solide noyau d’amateurs de métal », tandis que le bassiste de Megadeth, David Ellefson, pour qui les métalleux montréalais sont « les plus fidèles et les plus irréductibles de la planète » a pour sa part affirmé au site Metal Voice que c'est grâce aux Montréalais « que le groupe a pu ensuite jouer sur les plus grandes scènes et les plus grands festivals ailleurs dans le monde » .

### Théâtre

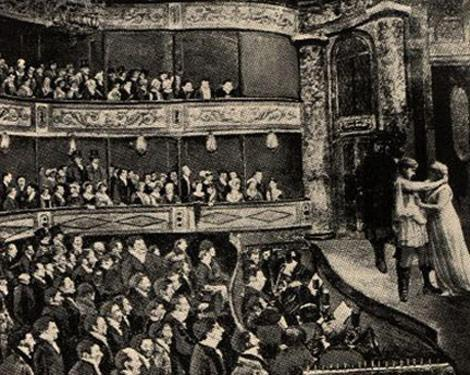
Théâtre Royal construit en 1825 sur la rue Saint-Paul par le brasseur John Molson

Le théâtre montréalais est dominé par les productions en français, en partie parce que Montréal a toujours été le centre le plus importants de création théâtrale au Québec. En conséquence, les dramaturges québécois les plus prisés et ayant un rayonnement international ont tous travaillé à Montréal à un moment ou un autre, par exemple le Montréalais d’origine Michel Tremblay (Les Belles-Sœurs et À toi, pour toujours, ta Marie-Lou) et le Montréalais d’adoption Wajdi Mouawad (Journée de noces chez les Cromagnons, Incendies, Littoral). Plusieurs des théâtres francophones reconnus sont situés dans le Quartier latin (p. ex. Théâtre du Rideau vert, Théâtre d'Aujourd'hui) ou à proximité de la Place des Arts (Théâtre du Nouveau Monde, Théâtre Jean-Duceppe).
Le théâtre anglais, en revanche, a dû lutter pour sa survie autour du Théâtre Centaur. Depuis 1989, le milieu du théâtre anglophone est représenté par la Quebec Drama Federation (Fédération de la dramatique québécoise). Au début des années 70, le théâtre ethnique a commencé à se démarquer, notamment avec le Black Theatre Workshop sous la conduite du directeur artistique Tyrone Benskin et le Théâtre Yiddish Dora Wasserman établi au Centre Segal.

### Danse
Les Grands Ballets Canadiens de Montréal sont le premier corps de ballet de la ville : ils se produisent à la Place des Arts. En danse contemporaine, Montréal a été un chef de file depuis les années 80. Les compagnies de danse avant-gardistes de réputation internationale comme La La La Human Steps, la Compagnie Marie Chouinard, O Vertigo et la fondation Jean-Pierre Perreault ont parcouru le monde et travaillé avec des artistes internationaux pour des vidéos et des concerts. L’intégration intelligente et transparente des arts multidisciplinaires dans la chorégraphie de ces compagnies a préparé la voie au Cirque du Soleil, un empire de plusieurs millions de dollars basé à Montréal et dont les spectacles tiennent à la fois du cirque moderne et des numéros d’artistes. Le Studio de l’Agora de la danse est un lieu majeur de diffusion en danse contemporaine.

### Littérature et Grande bibliothèque

#### Littérature
Montréal possède une histoire littéraire riche quoique relativement jeune, à la fois en français et en anglais. Un grand nombre de romans parlent des réalités de Montréal. Toute liste que l’on dresserait serait naturellement subjective, cependant quelques œuvres sont considérées comme des jalons dans la littérature canadienne et québécoise. Bonheur d’occasion (1947) de Gabrielle Roy, qui raconte la vie d’une jeune femme dans le quartier de Saint-Henri, a marqué la littérature québécoise pour sa texture urbaine. L’œuvre de Mordecai Richler et en particulier L'Apprentissage de Duddy Kravitz (1959) dépeignent la vie de résidents anglophones pauvres du Mile End. Michel Tremblay est peut-être celui qui résume le mieux l’aliénation des pauvres de la classe ouvrière au début de la Révolution tranquille du Québec. Le roman best-seller de tous les temps en littérature québécoise, Le Matou d’Yves Beauchemin, met en scène un quartier assez semblable 20 ans plus tard. L’œuvre ultérieure d’Émile Ollivier, La Brûlerie par exemple, fait le portrait d’immigrants francophones qui s’établissent dans le quartier Côte-des-Neiges.

#### Grande bibliothèque de Montréal
La Grande Bibliothèque de Montréal, vaste espace public de 33 000 mètres carrés au cœur du quartier latin de Montréal, est un lieu de rendez-vous culturel exceptionnel permettant un accès libre et gratuit à plus de 4 millions de documents, dont un million de livres. Les collections y sont groupées essentiellement autour de deux pôles : une collection universelle de prêt et de référence et la collection nationale. Depuis son ouverture en avril 2005, elle a accueilli plus de 14 millions de visiteurs.
L'institution est devenue la bibliothèque la plus fréquentée de la francophonie avec ses 3 millions de visiteurs, en 2009. Les prévisions les plus optimistes estimaient à 1,5 million l'achalandage annuel.

## Musées

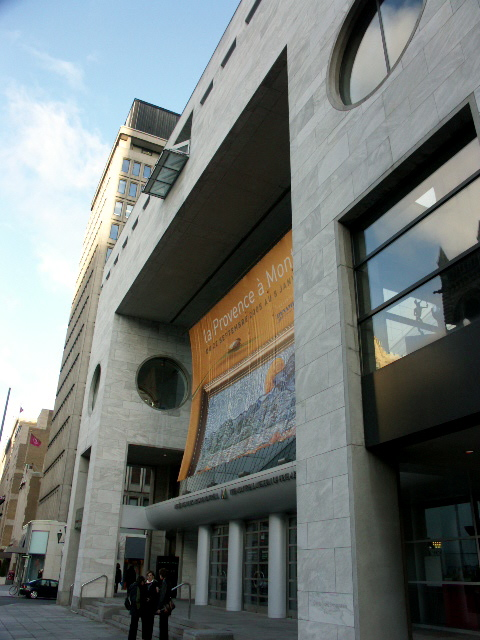
Pavillon Jean-Noël Desmarais du Musée des beaux-arts de Montréal.

Montréal est dotée d’un vaste réseau de musées, de galeries d’art et de centres d’exposition. On retrouve plus d'une  trentaine de musées sur l'île de Montréal. Le Musée des beaux-arts de Montréal possède une collection diversifiée d’art européen, amérindien, inuit et canadien, y compris d’importantes peintures des Montréalais Betty Goodwin, James Wilson Morrice et Paul-Émile Borduas. Le Musée d'art contemporain de Montréal s’est principalement consacré aux nouveaux artistes québécois d’après-guerre, et on peut lui attribuer quelques-unes des meilleures œuvres au Québec d’Alfred Pellan et de Jean-Paul Riopelle.
Montréal compte un grand nombre de musées d’histoire. Les principaux musées d'histoire sont le Musée Redpath, le Fort de l’Île Sainte-Hélène – Musée Stewart, le Musée McCord, le Centre canadien d'architecture, le Centre d'histoire de Montréal et le musée Pointe-à-Callière.
La région abrite également un certain nombre de musées scientifiques. Beaucoup d’entre eux se trouvent dans le complexe du Parc olympique, incluant le Biodôme de Montréal (où sont recréés cinq écosystèmes des Amériques), l’Insectarium de Montréal, le Jardin botanique et le Planétarium de Montréal. Dans l’ouest de l’île, le zoo Ecomuseum, qui est très fréquenté, permet de se familiariser avec des espèces d’animaux indigènes hébergées dans des conditions naturelles. Le Centre des sciences de Montréal situé dans le Vieux-Port figure depuis une décennie  sur la liste des musées : une foule d’activités interactives y sont proposées dans divers domaines de la science.

## Maisons de la culture
Inspiré par le concept français de Maison de la Culture, les 12 maisons de la culture de Montréal offrent depuis plus de 25 ans une programmation d'événements, de spectacles et d'expositions pour lesquels l'entrée est souvent gratuite. 
Depuis 2002, ce réseau s'est agrandi et comporte maintenant 24 diffuseurs (dont 2 diffuseurs métropolitains : la Chapelle historique du Bon-Pasteur et le Théâtre de Verdure) dans les 19 arrondissements de Montréal. Son nom : réseau Accès culture. Ses membres sont par exemple : théâtre Outremont, Salle Jean-Grimaldi, L'Entrepôt, Centre culturel de Verdun. Un diagnostic et un Plan d'action d'une durée de quatre ans (2010-2014) sont à l'étude par la Ville de Montréal. Des recommandations d'action ont été déposées au comité exécutif de la Ville de Montréal en septembre 2010.

## Festivals et événements
L’esplanade extérieure de la Place des Arts et la nouvelle Place des festivals est le lieu des événements majeurs durant plusieurs festivals d'envergure, notamment le Festival international de jazz de Montréal, le Festival Montréal en Lumière, les FrancoFolies de Montréal et depuis 2010 le Festival Juste pour rire lesquels durent une dizaine de jours chacun. Des spectacles se tiennent en différents endroits allant des petits clubs aux grandes salles de la Place des Arts. Il y a aussi des spectacles en plein air dans des rues délimitées par un cordon ou dans des parcs en terrasses.
Les deux festivals les plus fréquentés sont le Festival Juste pour rire et le Festival international de Jazz de Montréal, qui ont lieu en juin et juillet qui reçoivent chacun annuellement plus de 2 millions de visiteurs. Les Feux d’artifice de Montréal ont beaucoup d’adeptes eux aussi : les soirs de compétition, des dizaines de milliers de personnes regardent le spectacle gratuitement, à proximité de l’événement ou à partir de leur toit. Les autres festivals dignes de mention sont Pop Montréal, le Festival St-Ambroise Fringe Montréal (en), la Fête des Neiges de Montréal et Mutek. Des manifestations annuelles axées sur la famille sont organisées dans les rues de la ville pour faire la promotion de la santé par le vélo. Les défilés sont populaires au centre-ville de Montréal.

## Vieux-Montréal et patrimoine montréalais
L'histoire et le site de Montréal donnent à la ville son caractère distinctif en matière patrimonial. La ville fut fondée en territoire amérindien au point précis où la remontée du fleuve Saint-Laurent devenait impossible pour les navires. Le patrimoine montréalais est un témoin éloquent du rôle de plaque tournante continentale jouée par Montréal en Amérique du Nord et, cela de la Nouvelle-France jusqu'au XXe siècle.
Montréal est également une des rares villes d'Amérique du Nord dont le visage montre encore des traces des XVIIe et XVIIIe siècles. À cela s'ajoutent des architectures intéressantes de toutes les époques. Les apports de trois grandes civilisations — française, britannique et américaine — s'y reflètent.

### Vieux-Montréal

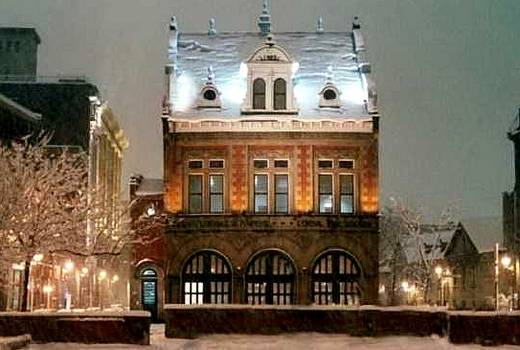
Le Centre d'histoire de Montréal à la place D'Youville

Le Vieux-Montréal est un quartier historique de la ville de Montréal situé dans l'arrondissement de Ville-Marie. La majeure partie du Vieux-Montréal a été déclarée arrondissement historique, en 1964, par le Ministère des Affaires culturelles du Québec.
L'arrondissement historique du Vieux-Montréal se situe à l'intérieur d'un périmètre formé principalement par le tracé des anciennes fortifications qui passaient le long de la rue McGill à l'ouest, la ruelle des Fortifications au nord, la rue Berri à l'est et le rue de la Commune au sud. À la suite de modifications récentes, l'arrondissement a été légèrement agrandi  pour inclure la rue des Sœurs-Grises à l'ouest, la rue Saint-Antoine au nord et la rue Saint-Hubert  à l'est. Il inclut aussi le Vieux-Port de Montréal.
Le Vieux-Montréal est un des secteurs touristiques les plus populaires de Montréal mais aussi du Québec et du Canada. À la fin des années 1990, on estimait que le Vieux-Montréal recevait plus de 11 millions de visiteurs.
On y trouve plusieurs places publiques d'importance (place d'Armes, place Jacques-Cartier) ainsi que la très visitée basilique Notre-Dame qui reçoit durant l'été plus de 2 500 visiteurs par jour.
La trame muséale y est passablement développée puisqu'on peut y visiter sept (7) musées dont plusieurs très fréquentés, par exemple : musée Pointe-à-Callière, Château Ramezay, musée Marguerite-Bourgeoys et la chapelle Notre-Dame-de-Bon-Secours, etc.

### Patrimoine religieux

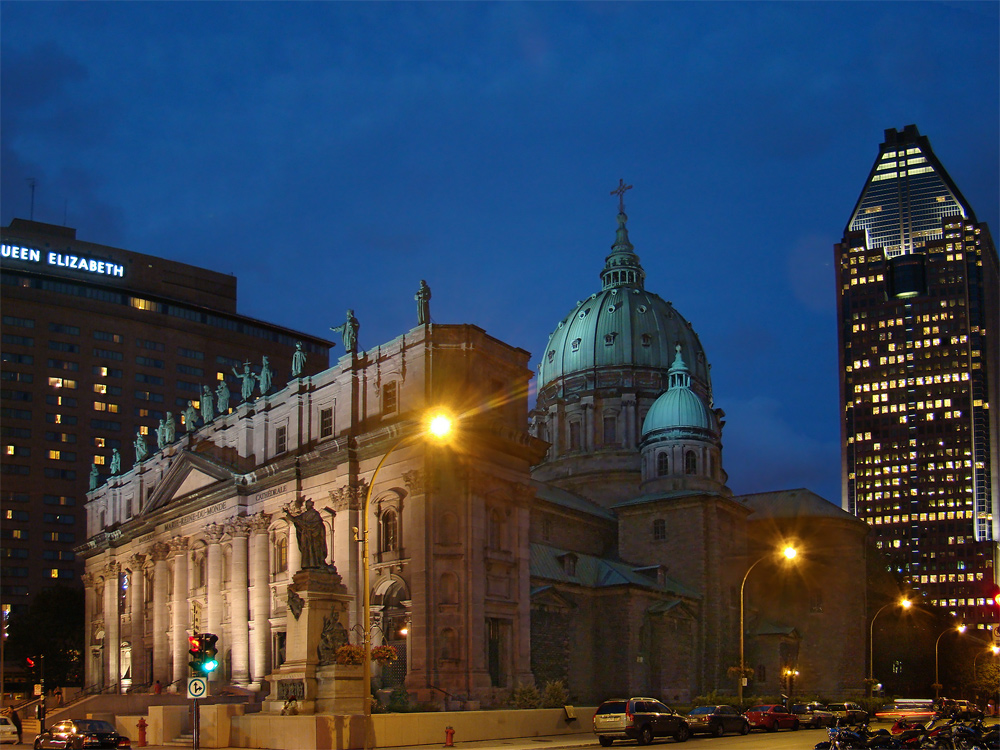
La cathédrale Marie-Reine-du-Monde vue la nuit

Surnommée « la ville aux cent clochers », Montréal est réputée pour le nombre de ses églises. À preuve, cette citation célèbre de Mark Twain :  "C'est la première fois que je suis dans une ville où il serait impossible de lancer une brique sans briser la fenêtre d'une église". 
L'importance et la valeur architecturale des églises, temples et synagogues ne sont plus à démontrer. Montréal compte plus de 500 lieux de culte. Par ailleurs, la valeur paysagère des cimetières est de plus en plus largement reconnue; ils sont aussi des lieux sacrés porteurs d’une forte dimension symbolique et commémorative.
La ville compte quatre basiliques catholiques : la cathédrale Marie-Reine-du-Monde, la basilique Notre-Dame, la basilique Saint-Patrick et l’oratoire Saint-Joseph du Mont-Royal. L’oratoire est la plus vaste église du Canada, avec le plus gros dôme en son genre après celui de la basilique Saint-Pierre de Rome. L'intérêt pour l'oratoire Saint-Joseph a été renouvelé à l'automne 2010 avec la canonisation du fondateur de l'oratoire, le Frère André.
Parmi les autres églises de renom, mentionnons la chapelle Notre-Dame-de-Bon-Secours, parfois appelée « chapelle des marins », et la cathédrale anglicane Christ Church, qui fut complètement excavée et maintenue sur pilotis lors de la construction d’une partie du réseau piétonnier souterrain. Tous les lieux de culte mentionnés sont des attractions touristiques majeures, en particulier Notre-Dame et l’oratoire.
L'Église apostolique arménienne a un diocèse dont le siège est à Montréal.

## L'art public à Montréal
Montréal possède une riche tradition d'art public. Inscrites de plain-pied dans le paysage urbain, les œuvres d'art public façonnent l'environnement de la métropole. Qu'elles soient intégrées aux parcs, aux places publiques, aux bibliothèques ou aux centres culturels, ces œuvres font partie du décor quotidien du Montréalais ou du visiteur. Reflet de notre histoire, les œuvres d’art public de la métropole comprennent notamment des sculptures, des monuments, des bustes et des œuvres d’art contemporain.

## Cinéma
Plusieurs cinéastes canadiens et étrangers choisissent Montréal comme lieu de tournage. La présence de grands studios, d'une main-d'œuvre qualifiée (notamment pour les effets spéciaux, le jeu vidéo et la réalité virtuelle), des incitatifs fiscaux et un taux de change avantageux attirent les productions d'Hollywood. Le volume d'affaires des productions étrangères est évalué pour l'année 2016 à 300M$.

## Célébrités
De nombreuses personnalités du milieu culturel sont issues de Montréal. Parmi elles, on peut citer les jazzmen Oscar Peterson, Oliver Jones, Maynard Ferguson et des chanteurs tels que Leonard Cohen, Michel Rivard, Lucien Francoeur, Robert Charlebois, Pauline Julien, Diane Dufresne, Claude Dubois, Kate et Anna McGarrigle, Rufus Wainwright, Martha Wainwright, Gino Vannelli et Zaho. Une multitude de groupes musicaux montréalais ont participé à chanter Montréal et/ou à la faire rayonner tel Beau Dommage, ou au niveau anglophone les groupes Simple Plan et Arcade Fire qui ont atteint une notoriété mondiale.
Dans le milieu littéraire, la liste est aussi impressionnante avec Émile Nelligan, le romancier Hubert Aquin, l’écrivain et homme politique Jacques Hébert, les écrivains Saul Bellow, prix Nobel de littérature, Michel Tremblay, Mordecai Richler ainsi que l'auteur et militante altermondialiste Naomi Klein. Dans le monde de la musique, Isabelle Boulay (Sainte-Félicité, Gaspésie), Dj Daniel Desnoyers, Dj Champion, Aut'Chose, et Céline Dion (née à Charlemagne, en banlieue, mais associée à Montréal sur la scène internationale), sont très connus.

### Culture & Économie
Au delà des musiciens et artistes, l'industrie artistique et culturelle crée de nombreux emplois au sein de la population montréalaise. En effet, de nombreux agents participent à la production de spectacle, au tournage de films et émissions, etc. afin de permettre aux nombreux talents de rayonner. 
On y compte entre autres, les maisons de disque et de production et les médias traditionnels et numériques. Ce sont grâce au travail de ces personnes que les artistes réussissent à se faire connaitre à travers la province et même à l'international. 
Du côté de la musique, plusieurs agences de promotion permettent aux artistes d'accroitre leur visibilité. On retrouve entre autres, Bravo Musique, Bonsound, Indie Montréal, Xposure Music et bien d'autres. Ces acteurs permettent aux talents indépendants de se démarquer.

## Groupes linguistiques

### La population francophone
Montréal est le centre culturel du Québec, du Canada français et de toute l’Amérique du Nord francophone, et une ville importante au sein de la Francophonie. C’est la plus grande ville française d’Amérique du Nord et la capitale culturelle de la province de Québec. Elle est une plaque tournante pour les arts et médias de langue française, qu’il s’agisse des productions de radio ou télévision, du théâtre, du cirque, des arts du spectacle, du cinéma, du multimédia ou de l’édition. Les meilleurs talents du Canada français et même des régions francophones des États-Unis convergent vers elle et la perçoivent souvent comme leur capitale culturelle. Montréal est aussi le principal point d’arrêt dans les Amériques pour les artistes d’expression française venus d’Europe, d’Afrique et d’Asie.
Une trentaine d’années après l’adoption de la Charte de la langue française, un plus grand nombre d’immigrants de première ou deuxième génération choisissent de s’établir à Montréal, parmi les plus illustres le dramaturge Wajdi Mouawad (d’origine libanaise), le chanteur Nicola Ciccone (d’origine italienne), l’écrivain Dany Laferrière (d’origine haïtienne) et l’actrice Aimee Lee (d’origine chinoise), qui apportent tous une contribution majeure à la culture québécoise.

### La population anglophone
Montréal est également la capitale culturelle du Québec anglophone. Le journal The Gazette, l’Université McGill et le théâtre Centaur sont des références incontournables. Le fossé culturel entre Canadiens français et Canadiens anglais à Montréal et au Canada a été si grand qu’on parlait des « deux solitudes », selon le mot célèbre de l’écrivain canadien Hugh MacLennan. Animées par leurs racines coloniales profondes, les deux solitudes se sont fermement retranchées à Montréal de part et d’autre du boulevard Saint-Laurent. Toutefois, cette séparation est devenue de moins en moins apparente au cours des dernières décennies. Quoique les anglophones demeurent concentrés dans les arrondissements de l’ouest de l’île de Montréal, ils sont plus bilingues qu’auparavant, puisque 66 % des anglophones du Québec affirment être en mesure de converser en français. Des tensions peuvent survenir entre anglophones et francophones, mais la ville d’aujourd’hui est une mosaïque de cultures qui cohabitent bien généralement.

### Apport culturel des autres communautés
Les autres communautés culturelles, des immigrants de première génération ou de longue date, ont grandement contribué à donner à Montréal sa couleur, son originalité. De nombreux festivals et défilés sont organisés pour célébrer l’apport de ces communautés, comme le défilé irlandais de la Saint-Patrick, le Festival du monde arabe de Montréal et le Festival International Nuits d'Afrique de Montréal. La communauté juive a aussi largement contribué au paysage culturel de la ville : elle est réputée pour l’ampleur des dons de bienfaisance qu’elle fait, et pour le nombre de ses institutions communautaires pour la culture et les services sociaux, dont quelques-unes de renommée mondiale comme la Bibliothèque publique juive, le Centre Segal des arts de la scène et le Centre commémoratif de l'Holocauste à Montréal.